# ألفريدو كامبو
ألفريدو كامبو هو دراج إكوادوري، ولد في 2 مارس 1993 في كوينكا في الإكوادور.

## وصلات خارجية
- ألفريدو كامبو على موقع أرشيف الدراجات (الإنجليزية)
- ألفريدو كامبو على موقع نتائج كأس العالم لسباقات دراجات (بي.أم.إكس) (الإنجليزية)
- ألفريدو كامبو على موقع اللجنة الأولمبية الدولية (الإنجليزية)
- ألفريدو كامبو على موقع أوليمبيديا (الإنجليزية)